# Rhagoletis
Genre
Rhagoletis est un genre d'insectes diptères brachycères de la famille des Téphritidés.

## Liste d'espèces
Selon BioLib (28 décembre 2021) :
- Rhagoletis acuticornis (Steyskal, 1979)
- Rhagoletis alternata (Fallén, 1814)
- Rhagoletis basiola (Osten Sacken, 1877)
- Rhagoletis batava Hering, 1938
- Rhagoletis berberis Jermy, 1961
- Rhagoletis boycei Cresson, 1929
- Rhagoletis cerasi (Linnaeus, 1758) - mouche de la cerise
- Rhagoletis chionanthi Bush, 1966
- Rhagoletis cingulata (Loew, 1862)
- Rhagoletis completa Cresson, 1929 - mouche du brou du noyer
- Rhagoletis cornivora Bush, 1966
- Rhagoletis ebbettsi Bush, 1966
- Rhagoletis electromorpha Berlocher, 1984
- Rhagoletis fausta (Osten Sacken, 1877)
- Rhagoletis flavicincta Enderlein, 1934
- Rhagoletis flavigenualis Hering, 1958
- Rhagoletis indifferens Curran, 1932
- Rhagoletis juglandis Cresson, 1920
- Rhagoletis juniperinus Marcovitch, 1915
- Rhagoletis meigenii (Loew, 1844)
- Rhagoletis mendax Curran, 1932
- Rhagoletis osmanthi Bush, 1966
- Rhagoletis persimilis Bush, 1966
- Rhagoletis pomonella (Walsh, 1867)
- Rhagoletis ribicola Doane, 1898
- Rhagoletis striatella Wulp, 1899
- Rhagoletis suavis (Loew, 1862)
- Rhagoletis tabellaria (Fitch, 1855)
- Rhagoletis zephyria Snow, 1894
- Rhagoletis zernyi Hendel, 1927
- Rhagoletotrypeta rohweri Foote, 1966
- Rhagoletotrypeta uniformis Steyskal, 1981

## Espèce européennes
Selon Fauna Europaea (28 décembre 2021) :
- Rhagoletis alternata
- Rhagoletis batava
- Rhagoletis berberidis
- Rhagoletis cerasi
- Rhagoletis cingulata
- Rhagoletis completa
- Rhagoletis flavicincta
- Rhagoletis meigenii
- Rhagoletis zernyi